# Кобітєв Олександр Євгенович
Олександр Євгенович Кобітєв (нар. 18 лютого 1962, місто Луганськ Луганської області) — український діяч, 1-й заступник голови Луганської обласної державної адміністрації, виконувач обов'язків голови Луганської обласної державної адміністрації (2006 р.).

## Життєпис
У вересні 1979 — липні 1983 року — студент, у липні 1983 — липні 1984 року — заступник секретаря комітету комсомолу Ворошиловградського машинобудівного інституту. Член КПРС.
У 1984 році закінчив Ворошиловградський машинобудівний інститут. Здобув кваліфікацію інженера-електромеханіка.
У липні 1984 — листопаді 1985 року — інженер відділу наукової організації праці, майстер цеху виробничого об'єднання «Ворошиловградтепловоз» Ворошиловградської області.
У листопаді 1985 — вересні 1986 року — 1-й секретар Жовтневого районного комітету ЛКСМУ міста Ворошиловграда.
У вересні 1986 — листопаді 1989 року — 2-й секретар Ворошиловградського обласного комітету ЛКСМУ.
У листопаді 1989 — травні 1996 року — заступник головного інженера, помічник директора із зовнішньоекономічних зв'язків Луганського автоскладального заводу.
У травні 1996 — жовтні 2000 року — генеральний директор спільного українсько-польського підприємства «Рафако-Україна».
У жовтні 2000 — травні 2002 року — заступник голови Луганської обласної державної адміністрації. У травні 2002 — липні 2004 року — 1-й заступник голови Луганської обласної державної адміністрації.
З січня 2005 року — голова правління Луганської обласної організації Всеукраїнської федерації гольфу.
У 2005—2006 роках — 1-й заступник голови Луганської обласної державної адміністрації.
26 квітня — 15 вересня 2006 року — виконувач обов'язків голови Луганської обласної державної адміністрації.
З 3 липня до 2 жовтня 2010 року — голова Луганської обласної організації партії «Сильна Україна».
Президент 1-го Українського гольф-клубу. Віце-президент і член Правління Національної Всеукраїнської федерації гольфу.

## Звання
- державний службовець III-го рангу (.07.2002)[1]